# Geneza și evoluția Sistemului Solar

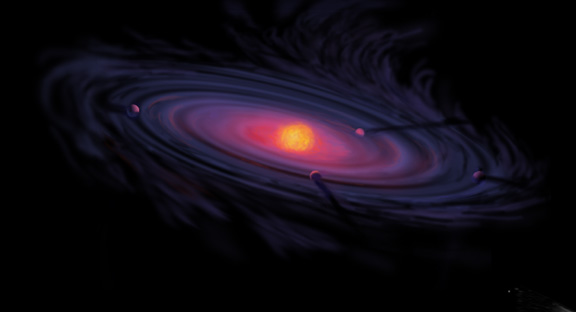
Concepție artistică a unui disc protoplanetar

Formarea și evoluția Sistemului Solar este estimată că ar fi început acum 4,50 miliarde de ani, prin colapsul gravitațional al unei mici părți dintr-un uriaș nor molecular. Cea mai mare parte din materia apărută în urma colapsului s-a adunat în centru, formând Soarele, în timp ce restul materiei s-a aplatizat sub forma unui disc protoplanetar din care s-au format planetele, sateliții, asteroizii și alte corpuri cerești mai mici din Sistemul Solar.
Norul interstelar de gaz, praf și nebuloasă în care s-au format Soarele și stelele cele mai apropiate de acesta ar fi putut apărea ca urmare a exploziei unei supernove cu o masă de aproximativ 30 de mase solare, după care elemente grele și radioactive s-au împrăștiat în spațiu. În 2012, astronomii au numit această supernovă Coatlicue după zeița aztecă.

## Istoria
Acest model larg acceptat de apariție , cunoscut sub numele de ipoteza nebulară, a fost dezvoltat pentru prima oară în secolul al XVIII-lea de Emanuel Swedenborg, Immanuel Kant și Pierre-Simon Laplace. Dezvoltarea ulterioară a acestui concept a interacționat cu o varietate de discipline științifice, inclusiv astronomie, fizica, geologie și planetologie. Începând cu epoca cuceririi spațiului cosmic din anii 1950 și odată cu descoperirea planetelor extrasolare în anii 1990, ambele modele au fost contestate și reformulate astfel încât să se țină seama de noile observații.

## Formarea Sistemului Solar

### Nebuloasa pre-solară
Ipoteza nebulară susține că sistemul solar s-a format din colapsul gravitațional al unui fragment dintr-un nor molecular gigant. Norul avea o mărime de 20 pc, în timp ce fragmentele aveau aproximativ 1 pc (câțiva ani lumină) . Colapsul în continuare al fragmentelor a dus la formarea unui miez dens cu mărimea de 0,01–0,1 pc (2000–20 000 UA). 
Unul dintre aceste fragmente în colaps (cunoscut sub numele de nebuloasa presolară) ar fi format ceea ce a devenit Sistemul Solar. Compoziția din această regiune, cu o masă puțin peste cea a Soarelui a fost aproximativ aceeași cu cea a Soarelui de astăzi, cu hidrogen, împreună cu heliu si urme de litiu produse de nucleosinteza Big Bang-ului, formând aproximativ 98% din masa acestuia. Restul de 2% din masă a constat în elemente mai grele care au fost create de nucleosinteza din generațiile anterioare de stele. În viață târzie a acestor stele, au ejectat elemente mai grele în mediul interstelar.

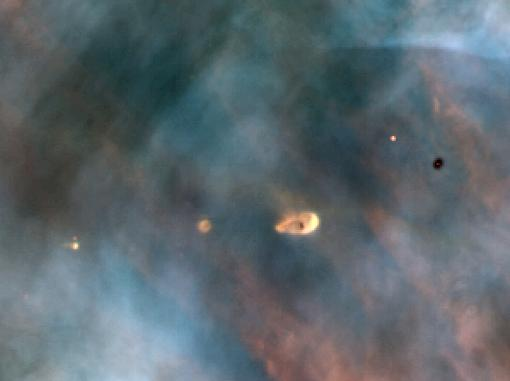
Imagine obținută cu Hubble a unor discuri protoplanetare în nebuloasa Orion; probabil foarte asemănătoare cu nebuloasa primordială din care Soarele nostru s-a format

La sfârșitul erei formării planetelor, sistemul solar interior era locuit de 50-100 de protoplanete cu dimensiuni variind de la diametrul lunar la cel marțian. Creșterea în continuare a dimensiunii corpurilor cerești s-a datorat coliziunilor și fuziunilor acestor protoplanete între ele. De exemplu, ca urmare a uneia dintre coliziuni, Mercur și-a pierdut cea mai mare parte a mantalei, în timp ce o altă așa-numită coliziune uriașă (posibil ipotetica planetă Theia) a dat naștere lunii Pământului. Această fază a coliziunilor a durat aproximativ 100 de milioane de ani până când au apărut 4 corpuri cerești masive pe orbitele cunoscute astăzi. Există, de asemenea, o ipoteză despre multe perioade mai scurte de formare a planetelor terestre.

### Formarea planetelor
Formarea planetelor a început după formarea soarelui.
Despre planetele diferite din Sistemul Solar se crede ca s-au format din nebuloasa solară, un nor în formă de disc format din gaze și praf rămase de la formarea Soarelui. Metoda acceptată în momentul actual prin care planetele s-au format este cunoscut sub numele de acreție, în care planetele au început sub formă de boabe de praf pe orbită în jurul protostelei centrale. Prin contact direct, aceste boabe s-au format în pâlcuri de până la 200 metri în diametru, care, la rândul său, s-au ciocnit pentru a forma corpuri mai mari, (planetezimale), de ≈10 km în diametru. Acestea au crescut treptat în continuare, prin coliziuni, cu câțiva centimetri pe an pe parcursul următoarelor câteva milioane de ani.
Particulele mici de praf s-au atras, datorită forțelor electrostatice, formând granule de până la 1–2 cm. Peste această limită nu mai acționează forțele electrostatice. Granulele de 1–2 cm au continuat să crească, prin alipire, grație forței gravitaționale, ajungând în timp la dimensiunea unor planetezimale.

## Evoluția ulterioară
Rotația rapidă a nebuloasei inițiale a dus la o turtire în formă de disc a materiei conținute, disc din care au apărut ulterior planetele.

## Sateliții
- Satelit natural

## Viitorul
- Cronologia viitorului îndepărtat

## Interacțiuni galactice
- Galactic collision and planetary disruption

## Cronologie
- Timeline of Solar System evolution